# وقواق أرضي بورنيوي
وقواق أرضي بورنيوي (الاسم العلمي: Carpococcyx radiceus)، هو نوع من الوقاويق الأرضية الكبيرة المنتمية إلى فصيلة الالوقواقية. يستوطن جزيرة بورنيو، يوجد في الأقسام التي تنتمي إلى بروناي وماليزيا وإندونيسيا. يقتصر موئله على الغابات الرطبة. إنهُ مهدد بخسارة موطنه. كان يُعتبر سابقًا متناوع (من النوع نفسه) مع الوقواق الأرضي السومطري.